# Simon Dumarinu
Simon Dumarinu est un prêtre mariste et homme politique papou-néo-guinéen, né le 4 avril 1956 et mort le 9 août 2024.

## Biographie
Prêtre mariste à Panguna sur l'île de Bougainville, il sauve la vie d'un soldat de la Force de Défense de Papouasie-Nouvelle-Guinée capturé par l'Armée révolutionnaire de Bougainville (BRA) lors de la guerre civile de Bougainville. Ayant appris que la BRA compte exécuter cet homme à Arawa, il s'y rend et persuade les révolutionnaires de lui confier le prisonnier, s'assurant ainsi qu'il ait la vie sauve.
Membre du Parti social-démocrate, il est élu député de la circonscription de Bougainville-centre au Parlement national aux élections de 2017. Il est alors nommé ministre des Affaires de Bougainville dans le gouvernement de coalition de Peter O'Neill, la région autonome de Bougainville ayant un statut spécial au sein de la Papouasie-Nouvelle-Guinée et se préparant à un processus d'autodétermination avec un référendum d'indépendance à venir. Son élection est toutefois cassée en avril 2018 après un recompte des voix qui donne Sam Akoitai vainqueur par quatre voix d'avance.
Candidat à l'élection présidentielle bougainvillaise de 2020, Simon Dumarinu termine deuxième derrière Ishmael Toroama. Il est candidat malheureux également au poste de gouverneur de Bougainville, terminant deuxième derrière Peter Tsiamalili Jr à l'élection de février 2021. Aux élections législatives nationales de 2022, il est toutefois élu député de Bougainville-centre au Parlement national, succédant à Sam Akoitai mort en fonction.
Simon Dumarinu meurt à 68 ans, le 9 août 2024 à l'hôpital général d'Arawa.